# Stazione di Yoshinaga
La stazione di Yoshinaga (吉永駅?, Yoshinaga-eki) è una stazione ferroviaria della città di Bizen, nella prefettura di Okayama in Giappone. Si trova sulla linea principale Sanyō, ed è servita dai treni locali e rapidi.

## Linee e servizi
JR West
■ Linea principale Sanyō

## Caratteristiche
La stazione è dotata di un marciapiede a isola centrale e uno laterale con tre binari in superficie. Essendo la stazione interessato da un basso numero di utenze giornaliere non sono presenti varchi d'accesso elettronici e i biglietti ricaricabili ICOCA non sono supportati.
| 1   | ■ Linea principale Sanyō |  | per Aioi, Himeji, Kōbe e Osaka        |
| 2-3 | ■ Linea principale Sanyō |  | per Okayama, Fukuyama, Niimi e Mihara |

## Stazioni adiacenti
| «                      | Servizio               | »                      |
| Linea principale Sanyō | Linea principale Sanyō | Linea principale Sanyō |
| ---------------------- | ---------------------- | ---------------------- |
| Mitsuishi              | -                      | Wake                   |